# Brenna D'Amico
Pour les articles homonymes, voir D'Amico.
Brenna D'Amico, née le 28 septembre 2000  à Chicago (Illinois), est une actrice américaine. Elle est connue pour incarner Jane dans la franchise Descendants de Disney+. Origine mexicaine et polonaise  

## Filmographie

### Cinéma
- 2019 : Les Aventures de Dally et Spanky de Camille Stochitch : Addy
- 2020 : The Never List de Michelle Mower : Liz
- 2021 : Night Night de Niki Koss : April Davis[2]
- 2022 : Crushed de Niki Koss : Aria Goldman

Prochainement
- Saturday at the Starlight : Maya
- High Adventure : Gisele
- Burnouts : Shayla[3]

### Télévision

#### Séries télévisées
- 2015 : Disney Descendants : School of Secrets : Jane (6 épisodes)
- 2015–2017 : Descendants : Génération méchants : Jane (22 épisodes)
- 2017 : The Middle : Lilah
- 2018 : Keys : Brooke (6 épisodes)
- 2018 : Overnights : Sandy (5 épisodes)
- 2017–2018 : Chicken Girls : Sandy (6 épisodes)
- 2018 : Code Black : Natalie

#### Téléfilms
- 2015 : Descendants : Jane
- 2017 : Descendants 2 : Jane
- 2018 : Crazy Wonderful : Vera
- 2019 : Descendants 3 : Jane